# Otero de Sariegos
Otero de Sariegos es una localidad española del municipio de Villafáfila, en la provincia de Zamora y la comunidad autónoma de Castilla y León.

## Etimología
Frecuentemente se ha asociado el sobrenombre de Sariegos con el de "saliegos", y este último al de productores de sal, pero hasta la despoblación del siglo XVII se conocía a esta localidad como Otero de Serigo u Otero de Seriego. 
Es un pueblo que actualmente se encuentra deshabitado, pero una gran cantidad de turistas lo visitan por su laguna natural en la que podemos encontrar una variedad de aves.   
Para otros, su significado literal sería el de cerro de Seriego o Serigo, tratándose por tanto de un antropónimo impuesto en la época de la reconquista con posibles reminiscencias de pobladores godos, al igual que el origen de otras localidades de la zona como el caso de Villafáfila (Fáfila), Revellinos (Revelle) o Villarigo (Erico).

## Geografía humana

### Demografía
| Gráfica de evolución demográfica de Otero de Sariegos entre 1842 y 1970 |
| |
| Población de derecho según los censos de población del INE Población de hecho según los censos de población del INEEntre el censo de 1981 y el anterior, este municipio desaparece porque se integra en el municipio 49242 (Villafáfila) |